# Immuni
Immuni est une application de recherche de contacts COVID-19 open-source utilisée pour la recherche de contacts numérique en Italie. Elle utilise le système de notification d'exposition Apple / Google (ENS) basé sur la technologie Bluetooth à basse consommation (BLE).
Elle a été développée par Bending Spoons (en) et publié par le ministère italien de la Santé le 1er juin 2020. Après une phase de test dans 4 régions italiennes (Abruzzes, Pouilles, Ligurie, Marches), l'application a été activée dans tout le pays le 15 juin. L'application a été initialement publiée sur App Store et Google Play, et depuis le 1er février 2021, elle est également disponible sur Huawei AppGallery.
Le code source a été publié sur GitHub le 25 mai,. Le 13 octobre 2020, la responsabilité du code a été transférée à la Sogei (it). Depuis le 19 octobre 2020, l'application prend en charge les échanges de clés avec la passerelle d'interopérabilité de l'UE et est donc en mesure de communiquer avec les applications de recherche de contacts d'autres pays de l'UE.
Au 16 décembre 2020, l'application a été téléchargée plus de 10 millions de fois, soit 19% de la population italienne.